# Algolsheim
Algolsheim là một xã thuộc tỉnh Haut-Rhin trong vùng Grand Est, đồng bắc Pháp. Xã này có diện tích 7,22 kilômét vuông, dân số năm 1999 là 1072 người. Khu vực này có độ cao từ 190-199 mét trên mực nước biển.